# 日本海文学大賞
日本海文学大賞（にほんかいぶんがくたいしょう）は、かつて存在した日本の文学賞のひとつ。北陸中日新聞（中日新聞北陸本社、石川県金沢市）が主催し、1990年に第1回が開催され、2007年の第18回をもって終了した。小説部門と詩部門からなる。

## 概要
この文学賞は、北陸中日新聞の発刊30年を記念して設けられ、新進気鋭の人々の小説家・詩人を発掘することを目的として始まった。受賞は選考委員の合議によって決定され、大賞のほか奨励賞・北陸賞も設けられていた。審査結果は、北陸中日新聞、中日新聞、東京新聞、日刊県民福井などの紙上、および北陸中日新聞のホームページで発表された。

## 受賞者と受賞作品
（小説部門）　　　　　　　（詩部門）
- 第1回 1990年 渡野玖美「五里峠」　　　　　該当作なし
- 第2回 1991年 間嶋稔「海鳴りの丘」　　　　藤吉外登
- 第3回 1992年 浜田嗣範「クロダイと飛行機」山村信男
- 第4回 1993年 河島忠「てんくらげ」　　　　司茜「若狭に想う」
- 第5回 1994年 中根進「枝打殺人事件」　　　池田星爾
- 第6回 1995年 該当作なし　　　　　　　　　麦田穣
- 第7回 1996年 該当作なし　　　　　　　　　高橋協子
- 第8回 1997年 湯浅弘子「潮境」　　　　　　該当作なし
- 第9回 1998年 柳井寛「日かげぐさ」　　　　岡島弘子
  - 奨励賞：木下訓成「余助の場合」

### 第10回 1999年
- 小説部門[3]
  - 大賞：舘有紀「赦しの庭」[4]
  - 奨励賞：斎藤明美「青々と」
  - 奨励賞：穂高健一「白い炎」
  - 佳作：
- 詩部門[3]
  - 大賞：桧晋平「」
  - 奨励賞：
  - 佳作：

### 第11回 2000年
- 小説部門[5]
  - 大賞：高橋あい「星をひろいに」[6]
  - 奨励賞：中条佑弥「岬の村」
  - 佳作：
- 詩部門[5]
  - 大賞：向井成子「」
  - 奨励賞：
  - 佳作：

### 第12回 2001年
- 小説部門[7]
  - 大賞：藤田武司「増毛の魚」[8]
  - 奨励賞：
  - 佳作：
- 詩部門[7]
  - 大賞：あずま菜ずな「」
  - 奨励賞：
  - 佳作：

### 第13回 2002年
- 小説部門[9]
  - 大賞：賀川敦夫「紅蓮の闇」[10]
  - 奨励賞：月村葵「ドマーニ（明日）」
  - 奨励賞：吉本加代子「湯宿物語」
  - 佳作：畔地里美「空に向かって」
  - 佳作：山本直哉「シライへの道」
  - 佳作：木下訓成「友待つ雪」
- 詩部門[9]
  - 大賞：後藤薫「朱い実」
  - 奨励賞：あおいなおき「越前双耳壷の話」
  - 奨励賞：梅原和人「内灘砂丘」
  - 佳作：太田房子「突然に」
  - 佳作：竜田道子「六月の雨」
  - 佳作：越田茂「能登上布」
  - 佳作：藤よし子「ハイラル草原の丘に」

### 第14回 2003年
- 小説部門[11]
  - 大賞：木下訓成「じっちゃんの養豚場」[12]
  - 北陸賞：
  - 佳作：
- 詩部門[11]
  - 大賞：清崎進一「」
  - 北陸賞：
  - 佳作：

### 第15回 2004年
- 小説部門[13]
  - 大賞：中条佑弥「誘蛾灯」[14]
  - 北陸賞：畔地里美「雪空」[15]
  - 佳作：木島次郎「湯ノ川」
- 詩部門[13]
  - 大賞：大竹晃子「」
  - 北陸賞：
  - 佳作：

### 第16回 2005年
- 小説部門[16]
  - 大賞：長野修「朱色の命」[17]
  - 北陸賞：該当作品なし
  - 佳作：田中せり「フェリッペの襟巻き」
  - 佳作：古林邦和「蛙殺し」
- 詩部門[16]
  - 大賞：大江豊「漂う、国」
  - 北陸賞：中嶋充「4Ｂのえんぴつ」
  - 佳作：深谷孝夫「間垣が奏でる」
  - 佳作：佐々林（大西昭彦）「砂の旅」
  - 佳作：斉藤礼子「産声」

### 第17回 2006年
- 小説部門[18]
  - 大賞：木島次郎「桜の花をたてまつれ」[19]
  - 北陸賞：能美龍一郎「群青の人」[20]
- 詩部門[18]
  - 大賞：安原輝彦「」

### 第18回 2007年
- 小説部門[21]
  - 大賞：大島直次「崖」[22]
  - 北陸賞：大岩尚志「ナホトカ号の雪辱」[23]
  - 佳作：藤沢すみ香「能満寺への道」
  - 佳作：漆原正雄「サトル」
- 詩部門[21]
  - 大賞：佐々林（大西昭彦）「兵隊の雨が降る」
  - 北陸賞：清水薫「塩丸烏賊」
  - 佳作：大野直子「時間」
  - 佳作：川野圭子「顔替え屋」
  - 佳作：越田茂「五月凧」

## 第二次選考会の選考委員

### 第16回
- 小説部門 - 作家・高田宏、同・新井満、同・松本侑子、同・安部龍太郎、同・竹田真砂子
- 詩部門 - 詩人・秋谷豊、英文学者・福田陸太郎、詩人・西岡光秋、同・岡崎純、同・河津聖恵

### 第18回
- 小説部門 - 高田宏、新井満、松本侑子、安部龍太郎、竹田真砂子
- 詩部門 - 秋谷豊、西岡光秋、岡崎純、河津聖恵